# Wolfgang Jöhling
Wolfgang Jöhling (ur. 1944 w Görlitz) – tłumacz, publicysta, poeta, fotograf, podróżnik.

## Nauka i studia
Dzieciństwo i młodość do matury spędził w rodzinnym mieście przy granicy z Polską.
W 1969 r. ukończył studia slawistyczne na Uniwersytecie w Lipsku. Rok studiował jako stypendysta w Poznaniu. Uzyskał dyplom tłumacza języka polskiego i rosyjskiego.

## W Polsce
W 1974 przeniósł się do Polski. Zamieszkał w Warszawie. W 1977 r. przyznano mu obywatelstwo polskie.
Od 1975 r. jest na etacie starszego redaktora redakcji niemieckiej Polskiej Agencji Interpress. Współpracuje jednocześnie z wydawnictwami artystycznymi i naukowymi (Arkady, WAiF, Scholar, PWN i in.), z filmem, teatrem dramatycznym (Stary Teatr w Krakowie) i muzycznym (Warszawska Opera Kameralna) oraz z prasą niemieckojęzyczną. Wciąż ma na uwadze porozumienie polsko-niemieckie i promocję Polski. Od 1981 r. jest członkiem rzeczywistym Stowarzyszenia Tłumaczy Polskich, jednocześnie wykonuje od 1992 r. wolny zawód tłumacza.
Własne wiersze publikował w polskich i niemieckich czasopismach literackich, przeważnie w antologiach. Przekłada także poezję polską.
Jest autorem wielu nagradzanych zdjęć z całego świata, publikowanych w różnych wydawnictwach encyklopedycznych i podróżniczych WAiF-u, Arkad oraz w czasopismach fotograficznych i turystycznych.

## Wybrane publikacje
Poniżej z ogólnego dorobku ok. stu pozycji książkowych wybrane publikacje tłumaczone, bądź współtworzone przez W. Jöhlinga
- Sztuka/Kultura
  - Morawińska, A., Polnische Malerei von der Gotik bis zur Gegenwart, Warszawa 1984, ISBN 83-221-0248-8.
  - Karpowicz, M., Barock in Polen, Warszawa 1991, ISBN 83-213-3499-7.
  - Andrzejewska, H., Polnische Malerei, Warszawa 1997, ISBN 83-221-0657-2/ ISBN 83-01-12329-X.
  - Jakimowicz, I,. Witkacy als Maler, Warszawa 1987, ISBN 83-221-0390-5.
  - Zgodzińska-Wojciechowska, B., Żakiewicz, A., WITKACY -Stanisław Ignacy Witkiewicz. Werke im Mittelpommerschen Museum Słupsk. Warszawa 1996, ISBN 83-221-0666-1.
  - Warkoczewska, M., Portret miasta. Poznań w malarstwie i grafice – Porträt einer Stadt, Posen in Malerei und Grafik. Poznań 2000, ISBN 83-87847-38-0.
  - Chmurzyński, W., Bruno Schulz. Das graphische Werk. München 1992, ISBN 3-446-17058-8.
  - Kwiatkowski, M., Pałac Prezydenta Rzeczypospolitej Polskiej – Das Palais des Präsidenten der Republik Polen; Warszawa 1998 (Na zlecenie Prezydenta RP i wyłącznie do Jego dyspozycji, upominek dla zagranicznych gości), ISBN 83-86351-20-9.
  - Wideryński, M., Pojazdy konne łańcuckiego zamku – Die Kutschen von Schloss Łańcut, Warszawa 2001, ISBN 83-87758-11-6.
  - Wardzyński, M. (Red.), Andrzej Kreutz Majewski – Malarstwo/ Painting/ Malerei, Warszawa 1999, ISBN 83-910955-3-3.
  - Krzysztof Gierałtowskis Fotokunst (Oczyma Krzysztofa Gierałtowskiego), Kraków 2002, ISBN 83-914374-7-7.
  - Kulik, Z., From Syberia to Cyberia (niezwykle obszerna encyklopedia o wszystkich dziedzinach współczesnego świata, towarzysząca gigantycznemu w rozmiarach kolażowi fotograficznemu plastyczki Zofii Kulik w Niemieckiej Akademii Sztuk Pięknych w Berlinie i innych muzeach Niemiec). Berlin 2005. Druk w jednym egzemplarzu.

- Literatura
  - Jöhling, W., Diskrete Leidenschaften. Antologia polskiej prozy homoerotycznej (Wybór z dzieł: Witkacy, Breza, Iwaszkiewicz, Pankowski, Kisielewski, Bratny, Machejek, Mach, Andrzejewski i inni), Berlin(-Zachodni) / Frankfurt/M 1988, ISBN 3-922257-56-9.
  - Szymanowski, K., Das Gastmahl. Ein Kapitel aus dem Roman Ephebos, Berlin 1993, ISBN 3-86149-009-9.
  - Fangauf, H.(red.), Dramatik aus Polen – vier neue Stücke (w jego przekładzie: sztuka teatralna Liliany Bardijewskiej „Meine fünf Minuten”), Wilhelmshaven 2001, ISBN 3-7959-0806-X.
  - Kusek, K., Moje Krajobrazy – Meine Landschaften, wybór wierszy dla dzieci – Kindergedichte, Wrocław 2005, ISBN 83-7254-709-2.
  - Rozbójnik Pistulka i inne śląskie bajki – Der Räuber Pistulka und andere schlesische Märchen, Gliwice 2000, ISBN 83-88199-06-4.
  - Marcinkowska-Schmidt, E., Der wundersame Zauberpfad (Zaczarowana wędrówka), Warszawa 2005; Allerlei Papagei-Tirilei (Papuzim piórem pisane). Warszawa 2006

- Własne wiersze m.in. w następujących antologiach poezji:

Dopowiedzenie świtu (Poznań 1969 i 1974), Auswahl 70 (Berlin 1970), Das Wort Mensch (Halle 1972), Auswahl 72 (Berlin 1972), Don Juan überm Sund (Berlin/Weimar 1975), Słowo i gest (Poznań 1976), Vor meinen Augen, hinter sieben Bergen (Berlin/Weimar 1977), Przybliżenia (Poznań 1978), Melancholie. Ein deutsches Gefühl (Trier 1989), Deutsche Gedichte über Polen – Polnische Suhrkamp-Bibliothek (Frankfurt am Main 1994)
- Historia
  - Polska-Niemcy. Tysiąc lat sąsiedztwa – Polen-Deutschland. Tausend Jahre Nachbarschaft (Naukowa praca zbiorowa pod honorowym patronatem Prezydenta RP Aleksandra Kwaśniewskiego). Warszawa 2000, ISBN 83-86351-33-0.
  - Polska – Niemcy. Dziś i jutro. / Polen – Deutschland. Heute und morgen. (Zbiorowa praca naukowa pod honorowym patronatem Prezydenta RP Aleksandra Kwaśniewskiego; Tom II znaczącego opracowania z 2000 roku), Warszawa 2003, ISBN 83-86351-44-6.
  - Oneg Schabbat – Das Untergrundarchiv des Warschauer Ghettos – Ringelblum-Archiv; Frankfurt/Main i Warszawa 2000, ISBN 83-85888-22-5.
  - Holzer, J.: Der Kommunismus in Europa. Politische Bewegung und Herrschaftssystem; Frankfurt/Main 1998, ISBN 3-596-60161-4.
  - Klechta, J., Lech Wałęsa – Eine politische Biographie, Bonn 1992, ISBN 3-87959-469-4.
  - Madoń-Mitzner, K., Gleb, T., Tage der Solidarität (Dni Solidarności), Warszawa 2005, ISBN 83-88288-52-0.
  - A. Kuzio-Podrucki, Das Haus Schaffgotsch. Das wechselvolle Schicksal einer schlesischen Adelsdynastie, Tarnowskie Góry 2009, ISBN 978-83-61458-32-6.

- Współpraca z wydawnictwem Wokół nas: Seria „...wczoraj ...gestern”
  - Dubiel, J., Górny Śląsk wczoraj – Oberschlesien gestern, Gliwice 1995, ISBN 83-85338-35-7.
  - Nadolski, P., Dolny Śląsk wczoraj – Niederschlesien gestern, Gliwice 1997, ISBN 83-85338-63-2.
  - Nadolski, P., Ruda Śląska wczoraj – Ruda O/S gestern, Gliwice 1997, ISBN 83-85338-65-9.
  - Nadolski, P., Zabrze wczoraj – Hindenburg 0/S gestern, Gliwice 1995, ISBN 83-85338-45-4.
  - Nadolski, P., Bytom wczoraj – Beuthen O/S gestern, Gliwice-Bytom 1996, ISBN 83-85338-57-8.
  - Gabzdyl, M., Gliwice wczoraj – Gleiwitz gestern, Gliwice 1994, ISBN 83-85338-23-3.
  - Gałuszka, M., Chorzów wczoraj – Königshütte gestern, Gliwice 1996, ISBN 83-85338-51-9.
  - Lipońska-Sajdak, J., Katowice wczoraj – Kattowitz gestern, Gliwice 1995, ISBN 83-85338-40-3.
  - Łagiewski, M., Wrocław wczoraj – Breslau gestern, Gliwice 1996, ISBN 83-85338-54-3.
  - Warkoczewska, M., Poznań wczoraj – Posen gestern, Gliwice 1998, ISBN 83-85338-72-1.
  - Passowicz, W., Gaczoł, E., Kraków wczoraj – Cracow Yesterday – Krakau gestern, Gliwice 1999, ISBN 83-85338-89-6.
  - Sołtan, A., Warszawa wczoraj – Yesterday’s Warsaw – Warschau gestern, Gliwice 1998, ISBN 83-85338-73-X.
  - Görlitz – von der mittelalterlichen Handelsstadt zur Grenzstadt an der Neiße. Nahe Ferne, ferne Nähe (zbiorowa praca naukowa nt. stosunków miasta Görlitz do Polski. Tu – dwa własne teksty, wszystkie tłumaczenia z j. polskiego, dostarczanie trzech dodatkowych tekstów polskich autorów oraz redagowanie niektórych tekstów niemieckich), Görlitz 2000, ISBN 3-932693-58-2.
  - Masowien – Tradition und Gegenwart (Obszerna encyklopedyczna praca zbiorowa: Mazowsze – tradycja i współczesność). Warszawa 2000, ISBN 83-88495-03-8.
  - Varpio, Y., Zadencka, M., Literatur und Nationale Identität III. Zur Literatur und Geschichte des 19. Jahrhunderts im Ostseeraum: Finnland, Estland, Lettland und Polen. Acta Universitatis Stockholmiensis, Stockholm 2000, ISBN 91-22-01903-0, ISSN 0282-5066 (przez Jöhlinga – część „Polen”)

- Własne teksty na temat historycznych pomostów polsko-niemieckich: Händel „Alla Polacca” (pod pseudonimem Andrzej Zgorzelecki) w: Händel-Jahrbuch 1982 (Leipzig 1982), Das Echo der preußischen Oberlausitz auf die polnische Nationalerhebung im Zeitraum 1830-1832 w: Görlitzer Magazin 1989 (Görlitz 1989), Beethoven a la Polonaise, E.T.A.Hoffmann in Warschau, Jakob Böhme und Adam Mickiewicz w: Deutsch-Polnisches Jahrbuch Bremen-Gdańsk 1990 (Bremen 1990)

- Archeologia
  - Brzeziński, W., Piotrowski, W. (Red.), Proceedings of the First International Symposium on Wood Tar and Pitch. Biskupin-Museumsdorf Düppeln, Muzeum Archeologiczne Warszawa 1997, ISBN 83-900586-3-4 (Tu przez niego: Szafrański, W., Die frühmittelalterliche Teerschwele in Biskupin (Wczesnośredniowieczna dziegciarnia w Biskupinie))
  - Gediga, B., Piotrowska, D. (Red.), Kultura Symboliczna kręgu pól popielnicowych epoki brązu i wczesnej epoki żelaza w Europie Środkowej – Die symbolische Kultur des Urnenfeldkreises in der Bronze- und frühen Eisenzeit Mitteleuropas, Warszawa-Wrocław-Biskupin, Państwowe Muzeum Archeologiczne, Warszawa 2000, ISBN 83-910911-3-9. Przez niego jedynie: Bąbel, J., Die rituelle Bedeutung einiger nordeuropäischer Rasiermesser der Bronzezeit. Versuch einer Deutung (Rytualne znaczenie niektórych północnoeuropejskich brzytew z epoki brązu. Próba interpretacji), oraz Węgrzynowicz, T., Bemerkungen zu Vogelfiguren und -darstellungen aus Fundstellen der Wysocko-Kultur (Uwagi o figurkach i wizerunkach ptaków ze stanowisk kultury wysokiej)

- Prawo -Nauki społeczne
  - Das Polnische Arbeitsgesetzbuch (Polski Kodeks Pracy), Fundacja Promocji Prawa Europejskiego, Warszawa 1997, ISBN 83-87367-01-X.
  - Stępniak, A. (Red.), Die Freizügigkeit der Arbeitnehmer im Kontext von Polens Beitritt zur Europäischen Union (Wolny przepływ pracowników w kontekście przystąpienia Polski do Unii Europejskiej), Warszawa 2001, ISBN 83-915801-0-5.
  - Raciborski, J., Wiatr, J., Demokratie in Polen, Elemente des politischen Systems, Warszawa 2005, ISBN 83-7383-080-4, Opladen 2005, ISBN 3-938094-15-X.
  - Schwan, G., Holzer, J., Lavabre, M.-C., Schwelling, B. (Red. praca zbiorowa): Demokratische politische Identität – Deutschland, Polen und Frankreich im Vergleich. (Przez niego praca prof. E. Dmitrowa), Wiesbaden 2006, ISBN 3-531-14555-X.

- Promocja Polski
  - Polen l@dt ein – Oficjalny katalog Polski na EXPO 2000 w Hanowerze, ISBN 83-913892-0-0.
  - Budrewicz, O., Polen für Anfänger (Polska dla początkujących), Warszawa 2000, ISBN 83-01-13060-1.
  - Polens Sejm, Wydawnictwo Sejmowe Warszawa 1999, ISBN 83-7059-435-2.
  - Morek, J., Budrewicz, O., Polen. (Album), Warszawa 2000, ISBN 83-221-0710-2, ISBN 83-01-13054-7.
  - Morek, J., Rottermund, A., Warschau. (Album), Warszawa 2001, ISBN 83-221-0718-8 / ISBN 83-01-13095-4.

- Film

W ciągu ponad 30 lat – kilkadziesiąt treatmentów, scenariuszy, list dialogowych itp., m.in. dla
- - Krzysztofa Zanussiego,
  - Janusza Łęskiego,
  - Piotra Szulkina,
  - Wojciecha Marczewskiego,
  - Krzysztofa Jabłońskiego,
  - Filipa Bajona i wielu, wielu innych.

- - Jeszcze przed wyjazdem do Polski, w 1973 r. napisał scenariusz do filmu dokumentalnego pt. „Mein Freund Genek” (o przyjaźni polskiego poety i tłumacza Eugeniusza Wachowiaka i poety niemieckiego Armina Müllera); reż. Karl-Heinz Mund; w 1975 r. „Srebrny Lajkonik” na Festiwalu Filmów Dokumentalnych w Krakowie

- - Pracował w Studio Opracowań Filmów w Warszawie jako spiker komentarzy niemieckich, w dubbingu, autor napisów niemieckich do polskich filmów konkursowych (np. na Berlinale) oraz występował w filmie Krzysztofa Rogulskiego pt. „Ostatnie okrążenie”.

- Fotografia/Podróże

Po otrzymaniu paszportu polskiego w 1977 r. rozpoczął zwiedzanie świata. Poznał wszystkie kraje Europy, jednak najgłębsze wrażenia wywarły na nim z jednej strony Islandia, Skandynawia powyżej kręgu polarnego, Etna, Syberia, z drugiej zaś kraje Sahelu, Kurdystan, Jemen, Oman, Iran, kraje Kaukazu i Azji Środkowej, Nepal i Namibia.
Plon fotograficzny tych wypraw, bardzo osobiste jego spojrzenie na świat znalazły uznanie jurorów licznych konkursów, w których uczestniczył, m.in.
- - „Kaleidoscope” – The In-Flight Magazine of LOT Polish Airlines:

1/1997 – 3 konkursowe zdjęcia z Hiszpanii
5/1997 – 1 konkursowe zdjęcie z Portugalii
9/1997 – 1 konkursowe zdjęcie z Hiszpanii
- - W kwietniu 1998 r. otrzymał w ramach konkursu „Szansa” nagrodę oficyny wydawniczej „Rój” oraz firmy Agfa

- - Miesięcznik „Poznaj świat” – Konkursy fotograficzne:

3/1998 Czas: Trzy razy II miejsce (Tunezja)
Bilans dalszy w tym samym czasopiśmie (wybiórczo w okresie 10/2000-4/2002)
10/ 2000 Egzotyka: I miejsce (Tunezja)
11/ 2000 Środki lokomocji: Wyróżnienie (Anglia)
12/ 2000: Kuchnie świata: III miejsce (Syria)
1/2/ 2001: Pomniki: III miejsce (Islandia)
3/ 2001: Na przełomie tysiącleci: Wyróżnienie (Izrael)
4/5/ 2001: Twarze: III miejsce oraz dwa wyróżnienia (Iran)
4/5/ 2001: Duże i małe: Dwa wyróżnienia (Atlantyk Północny i Norwegia)
11/ 2001: Na bazarze: Dwa wyróżnienia (Tunezja i Anatolia Wschodnia)
4/ 2002: Krajobraz zepsuty: Wyróżnienie (Anglia)
- - W konkursie fotograficznym niemieckiej stacji telewizyjnej MDR we wrześniu 2001 znalazł się ze swoją serią zdjęć pt. Z Paulem Klee i Augustem Macke po Tunezji w pierwszej dziesiątce spośród 800 uczestników.
  - XXI Międzynarodowy Konkurs Fotograficzny „Krajobraz Górski” im. Jana Sunderlanda 2001 – Dyplom za Świat według Stwórcy I, II, III i Głos ciszy I, II, III
  - XXII Międzynarodowy Konkurs Fotograficzny „Krajobraz Górski” im. Jana Sunderlanda 2002 – Wyróżnienie za zdjęcia z gór Elbursu w Iranie

Wykorzystano z jego zbiorów zdjęcia w następujących książkach:
- - Dulewicz, A., Encyklopedia sztuki francuskiej, WAiF/PWN, Warszawa 1997
  - Encyklopedia sztuki starożytnej. Europa – Azja – Afryka – Ameryka, WAiF/PWN, Warszawa 1998
  - Dulewicz, A., Encyklopedia sztuki niemieckiej, WAiF/PWN, Warszawa 2004
  - Atlas zabytków (Kraje pozaeuropejskie), Arkady, Warszawa 2006
  - Kalendarz promocyjny miasta i gminy Łomianki 2005 r.

## O Wolfgangu Jöhlingu
- Gierałtowski, K., Wolfgang Jöhling. SZANSA, w: FOTO 12/1997 r.